# Fool’s Mate
Fool's Mate (Juli 1971) ist das erste Soloalbum von Peter Hammill. Er nahm es im April 1971 innerhalb weniger Tage mit einer Reihe von Gastmusikern (darunter seine Kollegen von Van der Graaf Generator) auf.
Das Schachthema im Titel („Fool's Mate“ ist der englische Name für das Narrenmatt) sowie das Cover, das zum größten Teil von einem Schachbrett (dessen Figuren allerdings nicht in einem Fool's Mate aufgebaut sind, sondern ein Schäfermatt (engl. scholar's mate) darstellen) eingenommen wird, scheinen auf Ähnlichkeiten mit dem VdGG-Album Pawn Hearts (das ein paar Monate später entstand) zu deuten; in Wirklichkeit könnten die beiden Alben kaum unterschiedlicher sein.
Die zwölf Titel auf Fool's Mate sind alle recht kurz, einfach und meistens (für Hammills Verhältnisse) geradezu fröhlich. Sie stammen aus der Anfangszeit von Van der Graaf Generator (mit Ausnahme von Happy, das 1969 geschrieben wurde). Zwischen den zunehmend düsteren und komplexen Songs der Band wären sie allerdings fehl am Platze gewesen, und so entschloss sich Hammill, sie selbst aufzunehmen und als Soloalbum zu veröffentlichen.

## Titelliste
Alle Titel, außer den gekennzeichneten, sind von Peter Hammill komponiert.
Seite 1
1. Imperial Zeppelin – 3:38
2. Candle – 4:17
3. Happy – 2:36
4. Solitude – 4:58
5. Vision – 3:15
6. Re-awakening – 3:57

Seite 2
1. Sunshine – 4:00
2. Child – 4:25
3. Summer Song (In The Autumn) – 2:13
4. Viking (Hammill, Judge Smith) – 4:43
5. The Birds – 3:36
6. I Once Wrote Some Poems – 2:45

Der 2005 erschienene CD-Remaster enthält außerdem frühe Demoversionen einiger Titel als Bonustracks.
Bonustracks
1. Re-Awakening (early demos) – 4:37
2. Summer Song (In The Autumn) (early demos) – 2:50
3. The Birds (early demos) – 3:23
4. Sunshine (early demos) – 3:54
5. Happy (early demos) – 2:49